# Proctoporus bolivianus
Proctoporus bolivianus — вид ящірок родини гімнофтальмових (Gymnophthalmidae). Мешкає в Перу і Болівії.

## Поширення і екологія
Proctoporus bolivianus мешкають в Андах на півночі Болівії, в департаменті Ла-Пас і в сусідніх районіх на півдні Перу, в регіону Пуно. Вони живуть на високогірних луках пуна і у вологих лісах Юнги, під поваленими деревами і камінням, серед скельних виступів, трапляються на полях і в гірських масивах Polylepis. Зустрічаються на висоті від 2100 до 3743 м над рівнем моря.